# University of California Press
Die University of California Press (auch bekannt als UC Press) gehört zu den sechs größten Universitätsverlagen in den Vereinigten Staaten. Als Bestandteil der University of California ist sie dabei als einzige mit einer staatlichen Universität verbunden und im Westen der USA gelegen.
Der Verlag wurde 1893 gegründet und hat seinen Hauptsitz in Berkeley, Kalifornien. Er publiziert heute jährlich etwa 200 Bücher und hält rund 4000 Bücher im Druck. Etwa ein Viertel der Autoren sind mit der Universität verbunden. 
Die Journals + Digital Publishing Division ist zuständig für die Herausgabe von rund 50 Wissenschaftszeitschriften. Seit 2008 wird etwa die ornithologische Fachzeitschrift The Auk von der UC Press herausgegeben. Alle Zeitschriften sowie rund 2000 Bücher sind auch online verfügbar. 
Die Einnahmen stammen hauptsächlich aus dem Verkauf der Bücher und Zeitschriften. Die Unterstützung der Universität ist eher gering und nahm zuletzt kontinuierlich ab. 